# Strong Arm Metal
Strong Arm Metal – pierwszy album kompilacyjny heavymetalowego zespołu Saxon wydany w 1984 roku przez wytwórnię Carrere.

## Lista utworów
1. „Strong Arm of the Law” – 4:36
2. „Wheels of Steel” – 5:57
3. „Never Surrender” – 3:13
4. „747 (Strangers in the Night)” – 4:57
5. „Frozen Rainbow” – 2:26
6. „Motorcycle Man” – 3:55
7. „Stallions of the Highway” – 2:49
8. „And the Bands Played On” – 2:47
9. „Dallas 1pm” – 6:27
10. „Denim and Leather” – 5:24